# 加美南
加美南（かみみなみ）は、大阪府大阪市平野区にある町名。現行行政地名は加美南一丁目から加美南五丁目。

## 地理
平野区の北東部に位置し、西に加美鞍作、北に加美東、南と東に八尾市と接している。

### 河川
- 平野川

## 歴史

### 沿革
1974年（昭和49年）、大阪市東住吉区加美福井戸町1 - 3丁目・加美新家町と加美松山町1 - 3丁目・加美南陽町・加美神武町1 - 3丁目の各一部より、平野区加美南1 - 5丁目成立。

## 世帯数と人口
2024年（令和6年）9月30日現在（大阪市発表）の世帯数と人口は以下の通りである。
| 丁目         | 世帯数    | 人口    |
| ------------ | --------- | ------- |
| 加美南一丁目 | 383世帯   | 747人   |
| 加美南二丁目 | 574世帯   | 1,040人 |
| 加美南三丁目 | 279世帯   | 459人   |
| 加美南四丁目 | 409世帯   | 756人   |
| 加美南五丁目 | 400世帯   | 710人   |
| 計           | 2,045世帯 | 3,712人 |

### 人口の変遷
国勢調査による人口の推移。
| 1995年（平成7年）  | 4,612人 | [ 6 ]  |  |
| 2000年（平成12年） | 4,503人 | [ 7 ]  |  |
| 2005年（平成17年） | 4,249人 | [ 8 ]  |  |
| 2010年（平成22年） | 4,008人 | [ 9 ]  |  |
| 2015年（平成27年） | 3,750人 | [ 10 ] |  |
| 2020年（令和2年）  | 3,754人 | [ 11 ] |  |

### 世帯数の変遷
国勢調査による世帯数の推移。
| 1995年（平成7年）  | 1,667世帯 | [ 6 ]  |  |
| 2000年（平成12年） | 1,702世帯 | [ 7 ]  |  |
| 2005年（平成17年） | 1,677世帯 | [ 8 ]  |  |
| 2010年（平成22年） | 1,667世帯 | [ 9 ]  |  |
| 2015年（平成27年） | 1,657世帯 | [ 10 ] |  |
| 2020年（令和2年）  | 1,801世帯 | [ 11 ] |  |

## 学区
市立小・中学校に通う場合、学区は以下の通りとなる。なお、小学校・中学校入学時に学校選択制度を導入しており、通学区域以外に通学区域に隣接している小学校・平野区内にある中学校から選択することも可能。
| 丁目         | 番   | 小学校                 | 中学校               |
| ------------ | ---- | ---------------------- | -------------------- |
| 加美南一丁目 | 全域 | 大阪市立加美南部小学校 | 大阪市立加美南中学校 |
| 加美南二丁目 | 全域 | 大阪市立加美南部小学校 | 大阪市立加美南中学校 |
| 加美南三丁目 | 全域 | 大阪市立加美南部小学校 | 大阪市立加美南中学校 |
| 加美南四丁目 | 全域 | 大阪市立加美南部小学校 | 大阪市立加美南中学校 |
| 加美南五丁目 | 全域 | 大阪市立加美南部小学校 | 大阪市立加美南中学校 |

## 事業所
2021年（令和3年）現在の経済センサス調査による事業所数と従業員数は以下の通りである。
| 丁目         | 事業所数  | 従業員数 |
| ------------ | --------- | -------- |
| 加美南一丁目 | 34事業所  | 615人    |
| 加美南二丁目 | 31事業所  | 324人    |
| 加美南三丁目 | 38事業所  | 904人    |
| 加美南四丁目 | 44事業所  | 368人    |
| 加美南五丁目 | 66事業所  | 355人    |
| 計           | 213事業所 | 2,566人  |

## 交通

### バス
2020年4月現在
- 大阪シティバス[15]
  - 9号系統：加美南四丁目 → 加美南二丁目 → 加美南南口、加美南五丁目

### 道路
- 国道25号
- 大阪府道2号大阪中央環状線

## 施設
- 大阪市立加美南中学校
- 大阪市立加美南部小学校
- 平野警察署 加美南交番
- 平野加美南郵便局[16]
- 鞍作公園
- 新家天満宮

## その他

### 日本郵便
- 〒547-0003[3]（集配局：平野郵便局[17]）